# Nikolaus Wrede
Nikolaus (Mikuláš) kníže Wrede (26. prosince 1837, Petrohrad, Rusko – 1. srpna 1909, Gmunden, Rakousko) byl rakousko-uherský diplomat a generál z bavorského šlechtického rodu. Od mládí sloužil v rakouské armádě, později přešel k diplomacii a byl rakousko-uherským vyslancem v několika zemích, v armádě dosáhl hodnosti c.k. generála jezdectva.

## Vojenská a diplomatická kariéra

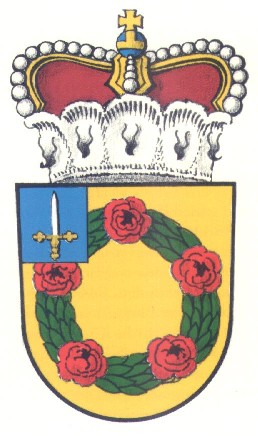
Erb rodu Wrede

Pocházel z německého šlechtického rodu, narodil se v Petrohradě jako nejstarší z pěti dětí knížete Josefa Wrede (1800–1871), který sloužil jako plukovník v ruské armádě, matka Anastázie Feodorovna patřila k litevské šlechtě. Po otci byl vnukem vojevůdce napoleonských válek bavorského polního maršála knížete Karla Filipa Wrede. Nikolaus původně sloužil v rakouské armádě, aktivní vojenskou službu opustil v roce 1869 v hodnosti majora a přešel pod ministerstvo zahraničí. Několik let působil v Rusku, poté byl generálním konzulem v Bělehradě (1875-1878) a velvyslaneckým radou v Římě (1878-1880). V letech 1880–1883 byl rakousko-uherským vyslancem v Řecku, poté zastával méně významné diplomatické posty v německých zemích, byl vyslancem ve Württembersku (1884–1888) a Bavorsku (1888–1896).
V diplomatických službách nadále postupoval ve vojenských hodnostech, i když v armádě již aktivně nesloužil, v závěru diplomatické kariéry byl nakonec povýšen na generála jízdy (1896). Byl též c.k. komořím (1880) a tajným radou (1890). Byl nositelem Leopoldova řádu (1874) a Řádu železné koruny I. třídy (1893).

## Rodina
V roce 1879 se ve Vídni oženil s hraběnkou Gabrielou Herbersteinovou (1851–1923), dcerou salcburského místodržitele Jana Bedřicha Herbersteina (1810–1861) a Terezie Herbersteinové (1822–1895), jedné z dědiček majetku vymřelého knížecího rodu Ditrichštejnů. Měli spolu tři dcery, nejstarší Gabriela (1880–1966) se provdala za hraběte Eduarda Kielmansegga, který byl synovcem rakouského ministerského předsedy Ericha Kielmansegga. Druhorozená dcera Marie Terezie (1881–1966) byl dámou Ústavu šlechtičen v Brně. Jediný syn Josef Adolf (1886) zemřel krátce po narození.
Nikolausův švagr hrabě Ladislaus Hoyos (1834–1901) byl též diplomatem a mimo jiné velvyslancem ve Francii. Přes svého dalšího švagra Huga Kálnokyho byl též spřízněn s dlouholetým rakousko-uherským ministrem zahraničí Gustavem Kálnokym.